# شهيد إقبال
شهيد إقبال (9 أبريل 1974 - ) هو لاعب كريكت باكستاني. شارك مع منتخب باكستان للكريكت.

## وصلات خارجية
- شهيد إقبال على موقع إي آس بي آن كريك إنفو (الإنجليزية)